# Euryopis quinquemaculata
Euryopis quinquemaculata là một loài nhện trong họ Theridiidae.
Loài này thuộc chi Euryopis. Euryopis quinquemaculata được Richard C. Banks miêu tả năm 1900.